# Себальос, Пабло
Па́бло Даниэ́ль Себа́льос Ока́мпос (исп. Pablo Daniel Zeballos Ocampos; род. 4 марта 1986, Ламбаре, Сентраль) — парагвайский футболист, нападающий клуба «12 октября».

## Биография
В начале карьеры Пабло Себальос выступал за клуб «Соль де Америка», но известность он получил после подписания контракта с одним из грандов мексиканского футбола, «Крус Асулем», где на тот момент играли его соотечественники, Кристиан Риверос и Карлос Бонет.
После двух сезонов, проведённых в Мексике, Себальос вернулся на родину, в «Серро Портеньо». Спустя ещё год он перешёл в стан принципиального соперника своей прежней команды, клуб «Олимпию», с которой в конце года стал чемпионом Парагвая, причём это был первый титул чемпионов страны для «Олимпии» за 11 лет — с 2000 года.
12 июля 2012 года подписал контракт с самарскими «Крыльями Советов». 21 января 2013 года был отдан в аренду в эквадорский клуб «Эмелек». В феврале 2014 года перешёл в клуб «Ботафого». В начале 2015 года перешёл в клуб «Атлетико Насьональ». В 2015 году выступал за «Олимпию», с которой стал чемпионом Парагвая. В 2016 году перешёл в «Либертад» и вновь выиграл Апертуру. В 2017 году вернулся в «Соль Де Америку». Летом 2018 года вернулся в «Ориенте Петролеро». В 24 матчах за клуб забил 11 голов.
28 января 2019 перешёл в другой боливийский клуб «Рояль Пари».

## Достижения
- Чемпион Парагвая (3): Клаусура 2011, Клаусура 2015, Апертура 2016
- Победитель Второго дивизиона Парагвая (1): 2006
- Лучший бомбардир чемпионата Парагвая (2): Клаусура 2007, Апертура 2010
- Лучший бомбардир чемпионата Боливии: Апертура 2007
- Лучший бомбардир Второго дивизиона Парагвая: 2006